# Mr.Children Dome Tour 2019 Against All GRAVITY
『Mr.Children Dome Tour 2019 Against All GRAVITY』（ミスター・チルドレン・ドーム・ツアー にせんじゅうきゅう アゲンスト・オール・グラヴィティ）は、日本のバンド・Mr.Childrenの25作目の映像作品。2019年12月25日にトイズファクトリーよりBlu-ray DiscとDVDで発売された。

## リリース・音楽性
Blu-ray DiscとDVDの2形態で発売。DVDは2枚組で、いずれも特典として2枚組のCDが同梱されている。3方背ボックス、3面デジパック仕様となっており、60ページのフォトブックが封入されている。また、初回購入特典としてステッカーが付属された。
2018年10月3日に発売した19thアルバム『重力と呼吸』を引っ提げ開催したドームツアー『Mr.Children Dome Tour 2019 "Against All GRAVITY"』のうち、2019年5月26日に行なわれたナゴヤドーム公演のライブの模様を収録している。監督は稲垣哲朗 (KITE Inc.) が務めた。また、特典CDには2019年5月20日に行なわれた東京ドーム公演のライブ音源を収録。ただし、CDではほとんどのMCがカットされている。
Mr.Childrenの映像作品としては、前作『Mr.Children Tour 2018-19 重力と呼吸』以来約半年ぶりとなるリリース。
本作のアートディレクターは薮田修身が担当。
発売に合わせ、本作に収録されている「everybody goes 〜秩序のない現代にドロップキック〜」「addiction」「名もなき詩」「皮膚呼吸」の映像がMr.Childrenの公式YouTubeチャンネルにアップロードされた。
2022年3月14日から6月30日までの期間限定で、本作の映像がABEMA、dTV、U-NEXTで配信された。

## チャート成績
初週でDVD約3.8万枚、Blu-ray Disc約4.9万枚を売り上げ、2020年1月6日付のオリコン週間DVDランキングおよび週間Blu-rayランキングでともに初登場2位を獲得。

## 出演
- Mr.Children
  - 桜井和寿：Vocal & Guitar
  - 田原健一：Guitar
  - 中川敬輔：Bass
  - 鈴木英哉：Drums
- SUNNY：Keyboards & Chorus & Guitar
- 世武裕子：Keyboards & Chorus

## 収録内容

### Blu-ray, DVD
1. OPENING
  - ここで流れている曲は「"Against All GRAVITY" opening theme」というタイトルで、ケン・マスイ作曲によるものである。
2. Your Song
  - 桜井和寿はセンターの花道より登場[20]。
3. Starting Over
4. himawari
  - ライブスクリーン映像の監督はアルバム『重力と呼吸』のアートディレクターであるアエロシン-レックス・メストロヴィックが務めた。
5. 〈S.MC〉
6. everybody goes ～秩序のない現代にドロップキック～
7. 〈MC〉
8. HANABI
  - ライブスクリーン映像の監督は植木亜季子 (UPAN inc.) が務めた[21]。
9. Sign
10. 〈MC〉
  - 桜井和寿が次曲専用のヘッドセットマイクを装着し、センターステージへ移動[22]。
11. 名もなき詩
  - センターステージでの演奏[22]。
  - 1番のBメロまでは桜井による弾き語り[23]。その間に田原健一、中川敬輔、鈴木英哉がセンターステージへ移動し[24]、1番サビ以降は他のメンバーも加わり演奏された[25]。
12. 〈MC〉
  - SUNNYと世武裕子もセンターステージへ移動[24]。
13. CANDY
  - センターステージでの演奏[24]。
  - ライブスクリーン映像の監督は守崎梢子 (UPAN inc.) が務めた[21]。
14. 旅立ちの唄
  - センターステージでの演奏[24]。
15. 〈MC〉
16. ロードムービー
  - センターステージでの演奏[24]。
17. addiction
  - 田原、中川、鈴木がせり上がったセンターの花道の上で演奏[23]。
  - ライブスクリーン映像の監督は半崎信朗が務めた。
18. Dance Dance Dance
19. Monster
  - 桜井が階段状にせり上がったセンターの花道の上で歌唱[26]。
  - DVDではここまでがDisc 1となっている。
20. SUNRISE
21. Tomorrow never knows
22. Prelude
23. innocent world
  - キーを半音下げて演奏された。
24. 海にて、心は裸になりたがる
  - 曲前にMCが行なわれた。
  - ライブスクリーン映像の監督は佐伯真吾が務めた。
25. SINGLES
  - ここからアンコール。
  - 曲前に、『Mr.Children Tour 2018-19 重力と呼吸』と同様に「"opening theme"」が流れる。
26. Worlds end
27. 〈MC〉
28. 皮膚呼吸
  - ライブスクリーン映像の監督は佐伯が務めた[27]。
29. END ROLL
  - BGMは「Your Song」。
  - ライブのエンディング映像の後、エンドクレジットとともにナゴヤドーム公演当日の開演前までの桜井目線カメラ映像が流れる。BGMは「day by day（愛犬クルの物語）」。
  - エンドクレジット後にロンドンでのアルバム『SOUNDTRACKS』のレコーディング映像が流れる。
  - END ROLL最後まで観た後にチャプター画面を開くとEND ROLLの項目がJEND ROLLに変化しており、隠し映像が視聴出来る。

### CD
5.20 TOKYO DOME Mr.Children Dome Tour 2019 "Against All GRAVITY"

#### Disc 1
1. OPENING [3:26]
2. Your Song [5:25]
3. Starting Over [5:31]
4. himawari [6:18]
5. everybody goes ～秩序のない現代にドロップキック～ [6:22]
6. HANABI [5:51]
7. Sign [5:29]
8. 名もなき詩 [7:09]
9. CANDY [4:48]
10. 旅立ちの唄 [7:13]
11. ロードムービー [4:29]

#### Disc 2
1. addiction [6:22]
2. Dance Dance Dance [6:00]
3. Monster [4:11]
4. SUNRISE [9:04]
5. Tomorrow never knows [5:10]
6. Prelude [6:57]
7. innocent world [6:29]
8. 海にて、心は裸になりたがる [6:01]
9. SINGLES [6:05]
10. Worlds end [7:01]
11. 皮膚呼吸 [6:41]